# Александър Арнолди
Александър Иванович Арнолди (на руски: Александр Иванович Арнольди) е руски офицер, генерал от кавалерията. Участник в Руско-турската война (1877 – 1878) .

## Биография
Арнолди е роден на 21 април 1817 г. в семейство на потомствен дворянин. Ориентира се към военното поприще. Завършва Пажеския корпус с производство в първо офицерско звание корнет и назначение в Гродненския хусарски полк (1837). Повишен е във военно звание поручик от 1839 г.
Участва в Кавказката война като командир на ескадрон в състава на 1-ви Моздокски казашки полк. Повишен е във военно звание полковник от 1851 г.
Участва в Унгарската кампания (1848 – 1849) и Кримската война (1853 – 1856). Излиза в оставка през 1857 г.
След завръщане на военна служба е командир на 2-ри Псковски драгунски полк (1861). Помощник на началника на 6-а Кавалерийска дивизия, командир на 1-ва бригада от 6-а Кавалерийска дивизия, 2-ра бригада на 11-а Кавалерийска дивизия.
Участва в Руско-турската война (1877 – 1878) в състава на Русчушкия отряд. Командир е на 1-ва бригада от 12-а кавалерийска дивизия. Превзема град Бяла на 23 юни 1877 г. Проявява се в боевете при селата Обретеник и Иваново и в битката при Кацелово и Горско Абланово. Награден е със Златно оръжие „За храброст“.
Командир е на 4-та кавалерийска дивизия от 15 септември 1877 г. В състава на Западния отряд се бие храбро при битката при Горни Дъбник и битката при Телиш. Участва в преминаването на Западния отряд през Стара планина и в освобождението на София. Военен губернатор е на София до 19 юли 1878 г. Повишен е във военно звание генерал-лейтенант от 1878 г.
След войната е инспектор на кавалерията. Повишен е във военно звание генерал от кавалерията от 1884 г. 
Родство: баща е на генерала от артилерията Иван Карлович Арнолди.